# Saint-Pargoire
Saint-Pargoire [sɛ̃.paʁ.ɡwa.ʁə] (en occitan Sant Pargòri ['sant par.'ɣɔ.ri]) est une commune française située dans le centre du département de l'Hérault, en région Occitanie.
Exposée à un climat méditerranéen, elle est drainée par l'Hérault, le Dardaillon, le ruisseau de la Calade, le Rieutort et par divers autres petits cours d'eau. La commune possède un patrimoine naturel remarquable : trois sites Natura 2000 (la « montagne de la Moure et Causse d'Aumelas », la « plaine de Villeveyrac-Montagnac » et les « garrigues de la Moure et d'Aumelas ») et trois zones naturelles d'intérêt écologique, faunistique et floristique.
Saint-Pargoire est une commune rurale qui compte 2 438 habitants en 2022, après avoir connu une forte hausse de la population depuis 1975. Elle est dans l'unité urbaine de Saint-Pargoire et fait partie de l'aire d'attraction de Montpellier. Ses habitants sont appelés les Saint-Pargoriens et Saint-Pargoriennes.

## Géographie

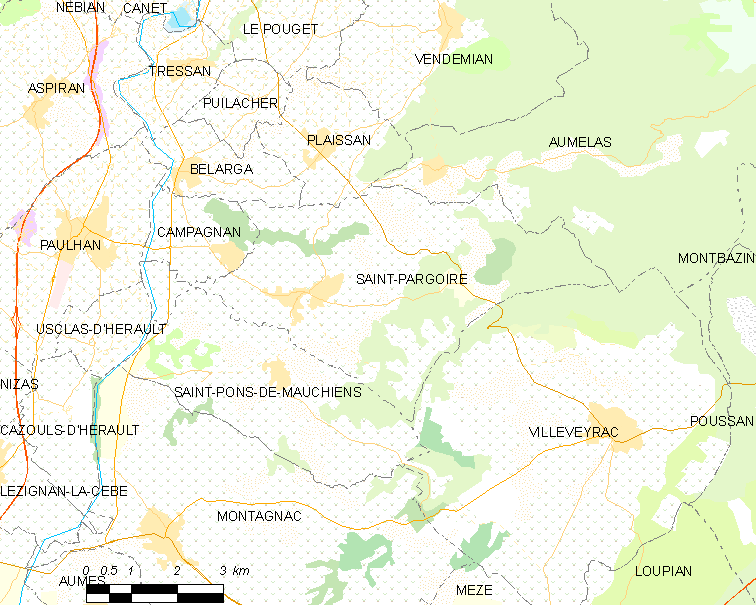
Carte

Saint-Pargoire, village de forme ellipsoïdale, est le village le plus au sud du canton de Gignac. Il est géographiquement situé au centre du département de l’Hérault : Saint-Pargoire se trouve à 35 km de Lodève et de Béziers, à 45 km de Montpellier et à 20 km de la mer. De fait, en ayant un accès à l’A75 par l’échangeur de Paulhan distant de 5 km, Saint-Pargoire pourrait être un carrefour.
La commune s’étend sur 2400 ha, allant des garrigues arides qui surplombent Villeveyrac à la rive gauche de l’Hérault ; le point culminant se trouve à 190 m d'altitude au mas de Vedel (sur la D 30), le point le plus bas à 25 m au château de Rieutor (sur la D32).
La végétation est aussi contrastée que son relief, d’un côté la vigne tient une place prépondérante en occupant presque 1000 ha, d’un autre la garrigue  avec des chênes verts, chênes kermès et des genêts et des arbustes ou plantes indigènes (thym, romarin, bruyère, brachypode rameux), parsemée de bois de chênes ou de pins.

### Géologie et végétation
Sur la commune de Saint-Pargoire, il y a trois types de sols différents :
- argilo-calcaire, terre cultivable, bonne pour la vigne et les céréales.
- les sols calcaires compacts, non cultivables, mais bons pour l'élevage du mouton (en nette régression).
- les bordures limoneuses ou caillouteuses de l'Hérault qui  représentent les 1/20e de la surface de la commune.

La quasi-totalité de la végétation qui entoure Saint-Pargoire est de la vigne. Le reste est de la garrigue avec, au pied des chênes verts, quelques truffières.

### Communes limitrophes
| Bélarga           | Plaissan                | Aumelas     |
| Campagnan Paulhan | Saint-Pargoire          | Villeveyrac |
| Usclas-d'Hérault  | Saint-Pons-de-Mauchiens |             |

### Climat
Pour des articles plus généraux, voir Climat de l'Occitanie et Climat de l'Hérault.
En 2010, le climat de la commune est de type climat méditerranéen franc, selon une étude s'appuyant sur une série de données couvrant la période 1971-2000. En 2020, Météo-France publie une typologie des climats de la France métropolitaine dans laquelle la commune est exposée à un climat méditerranéen et est dans la région climatique  Provence, Languedoc-Roussillon, caractérisée par une pluviométrie faible en été, un très bon ensoleillement (2 600 h/an), un été chaud (21,5 °C), un air très sec en été, sec en toutes saisons, des vents forts (fréquence de 40 à 50 % de vents > 5 m/s) et peu de brouillards.
Pour la période 1971-2000, la température annuelle moyenne est de 14,4 °C, avec une amplitude thermique annuelle de 15,9 °C. Le cumul annuel moyen de précipitations est de 733 mm, avec 6,2 jours de précipitations en janvier et 2,6 jours en juillet. Pour la période 1991-2020, la température moyenne annuelle observée sur la station météorologique la plus proche, située sur la commune de Saint-André-de-Sangonis à 14 km à vol d'oiseau, est de 15,5 °C et le cumul annuel moyen de précipitations est de 652,4 mm,. Pour l'avenir, les paramètres climatiques de la commune estimés pour 2050 selon différents scénarios d'émission de gaz à effet de serre sont consultables sur un site dédié publié par Météo-France en novembre 2022.

### Milieux naturels et biodiversité

#### Réseau Natura 2000

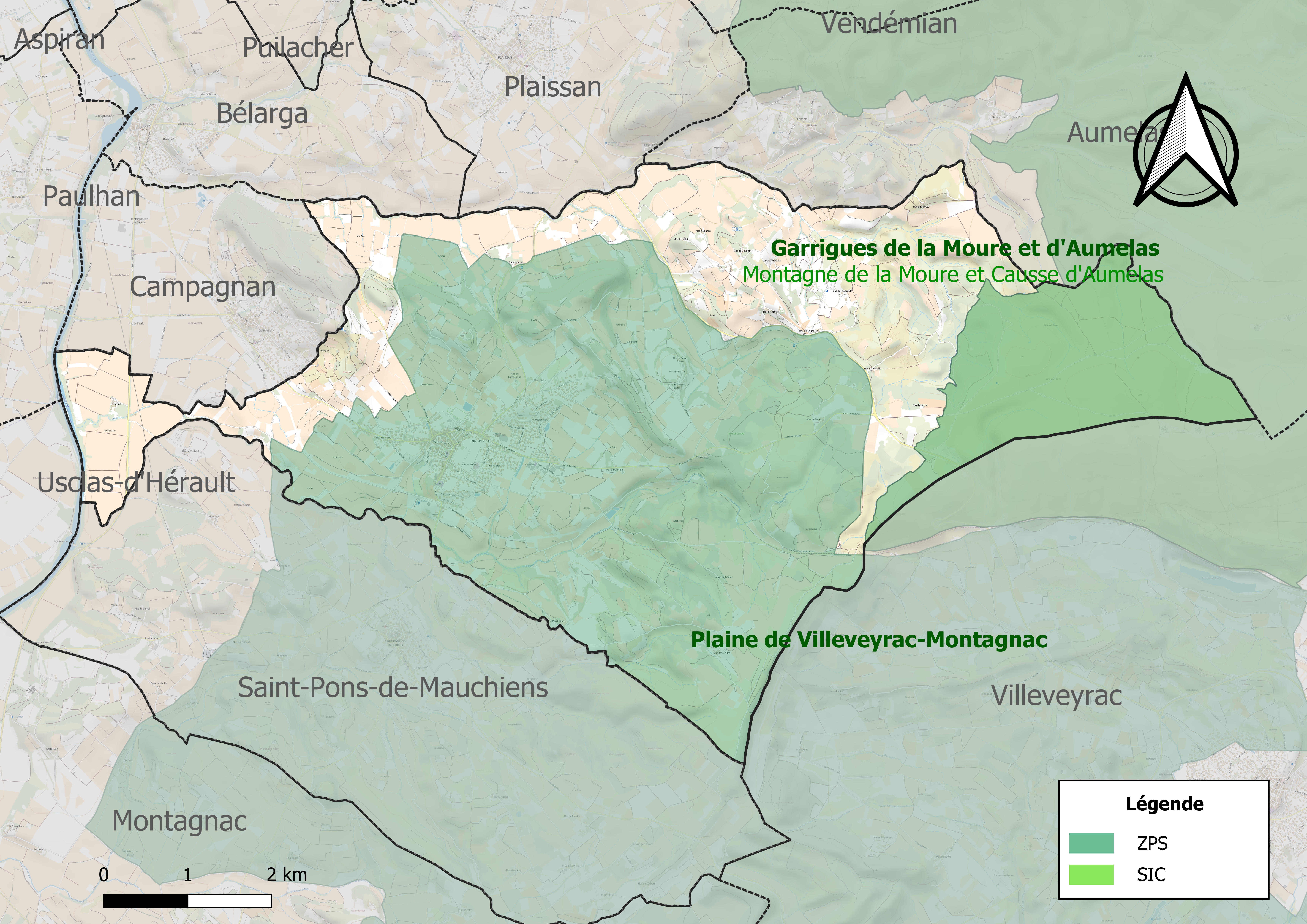
Site Natura 2000 sur le territoire communal.

Le réseau Natura 2000 est un réseau écologique européen de sites naturels d'intérêt écologique élaboré à partir des directives habitats et oiseaux, constitué de zones spéciales de conservation (ZSC) et de zones de protection spéciale (ZPS).
Un site Natura 2000 a été défini sur la commune au titre de la directive habitats :
- la « montagne de la Moure et Causse d'Aumelas », d'une superficie de 10 694 ha, présentant sur 20 % de son territoire un couvert de pelouses méditerranéennes à brachypode rameux (Brachypodium ramosum) bien entretenues grâce à une pratique pastorale encore très fréquente. Des landes, broussailles, recrus, maquis et garrigues et phrygana couvrent 45 %, et des forêts sempervirentes non-résineuses (chênaie verte et blanche avec de grands houx arborescents) pour 25 %. Sept espèces de chauve-souris, dont 3 d'intérêt communautaire, présentes sur le site[10]

et deux au titre de la directive oiseaux : 
- la « plaine de Villeveyrac-Montagnac », d'une superficie de 5 265 ha, constituée d'une mosaïque de milieux particulièrement favorable à de nombreuses espèces d'oiseaux à forte valeur patrimoniale. Pour certains de ces oiseaux, le Languedoc-Roussillon a une forte responsabilité, accueillant une part importante de leur effectif national : Pie-grièche à poitrine rose, Faucon crécerellette, notamment[11];
- les « garrigues de la Moure et d'Aumelas », d'une superficie de 9 015 ha, abritant un couple nicheur d'Aigles de Bonelli. Ce site est aussi important pour l'aigle royal, comme zone d'alimentation des individus erratiques et d'un couple nicheur à proximité[12].

#### Zones naturelles d'intérêt écologique, faunistique et floristique
L’inventaire des zones naturelles d'intérêt écologique, faunistique et floristique (ZNIEFF) a pour objectif de réaliser une couverture des zones les plus intéressantes sur le plan écologique, essentiellement dans la perspective d’améliorer la connaissance du patrimoine naturel national et de fournir aux différents décideurs un outil d’aide à la prise en compte de l’environnement dans l’aménagement du territoire.
Une ZNIEFF de type 1 est recensée sur la commune :
les « coteaux viticoles de Saint-Pons-de-Mauchiens et Saint-Pargoire » (3 006 ha), couvrant 4 communes du département et deux ZNIEFF de type 2, : 
- le « causse d'Aumelas et montagne de la Moure » (16 237 ha), couvrant 16 communes du département[15] ;
- la « plaine de Villeveyrac-Montagnac » (5 793 ha), couvrant 5 communes du département[16].

Carte des ZNIEFF de type 1 et 2 à Saint-Pargoire.
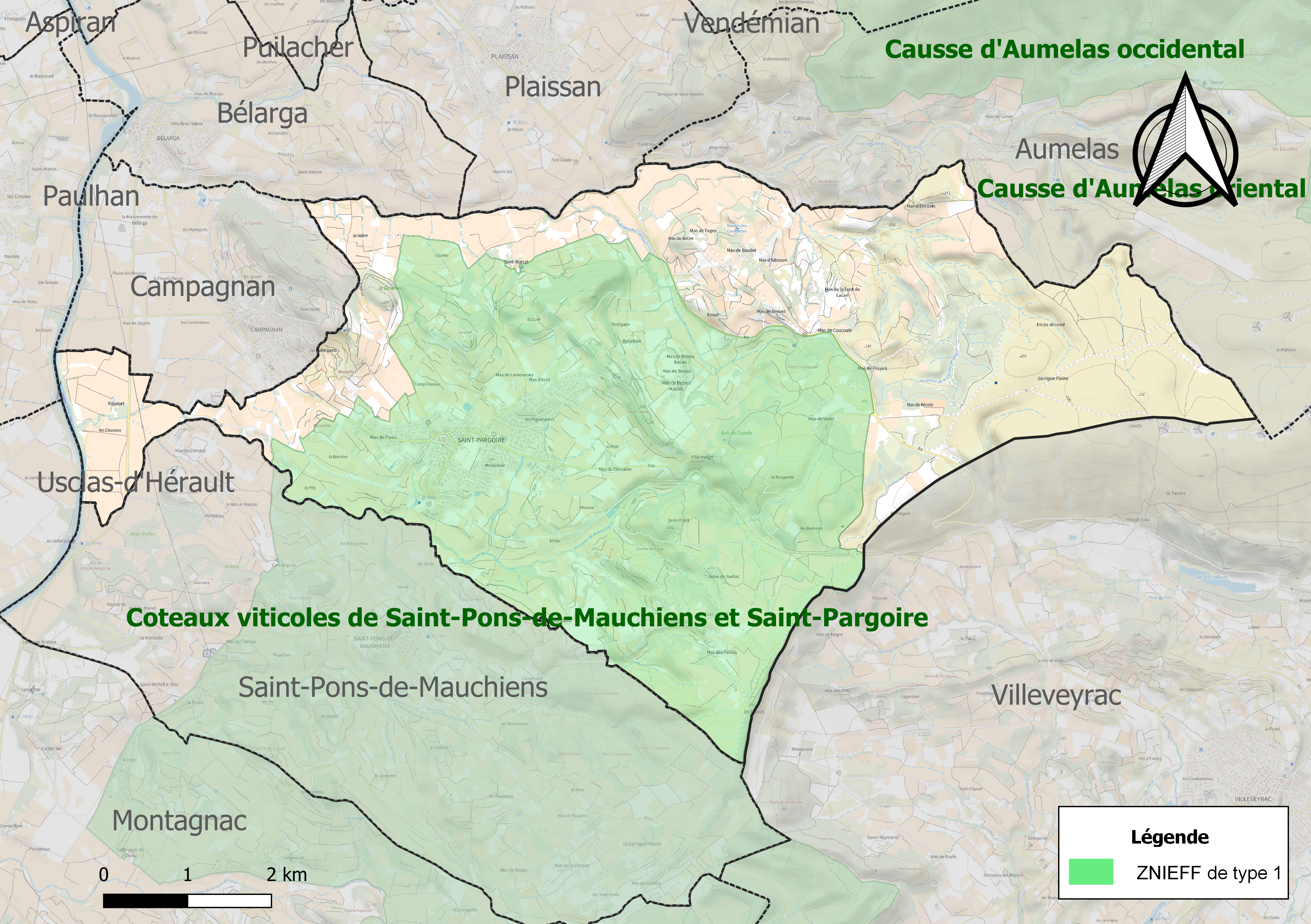
Carte de la ZNIEFF de type 1 sur la commune.
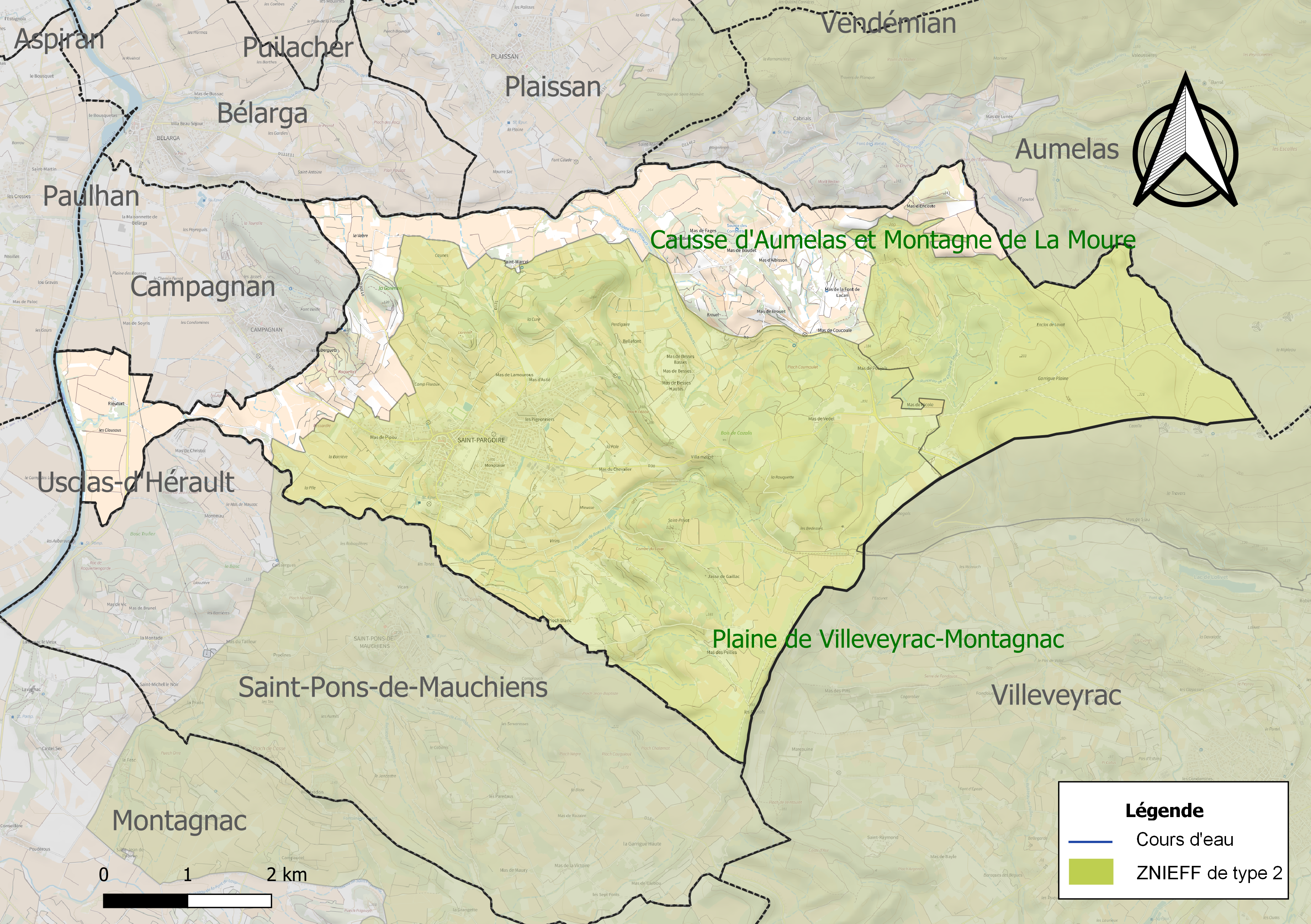
Carte des ZNIEFF de type 2 sur la commune.

## Urbanisme

### Typologie
Au 1er janvier 2024, Saint-Pargoire est catégorisée bourg rural, selon la nouvelle grille communale de densité à sept niveaux définie par l'Insee en 2022.
Elle appartient à l'unité urbaine de Saint-Pargoire, une unité urbaine monocommunale constituant une ville isolée,. Par ailleurs la commune fait partie de l'aire d'attraction de Montpellier, dont elle est une commune de la couronne,. Cette aire, qui regroupe 161 communes, est catégorisée dans les aires de 700 000 habitants ou plus (hors Paris),.

### Occupation des sols
L'occupation des sols de la commune, telle qu'elle ressort de la base de données européenne d’occupation biophysique des sols Corine Land Cover (CLC), est marquée par l'importance des territoires agricoles (63,8 % en 2018), en augmentation par rapport à 1990 (61,8 %). La répartition détaillée en 2018 est la suivante : 
cultures permanentes (49,2 %), milieux à végétation arbustive et/ou herbacée (26,5 %), zones agricoles hétérogènes (13,2 %), forêts (5,1 %), zones urbanisées (4,5 %), terres arables (1,4 %). L'évolution de l’occupation des sols de la commune et de ses infrastructures peut être observée sur les différentes représentations cartographiques du territoire : la carte de Cassini (XVIIIe siècle), la carte d'état-major (1820-1866) et les cartes ou photos aériennes de l'IGN pour la période actuelle (1950 à aujourd'hui).

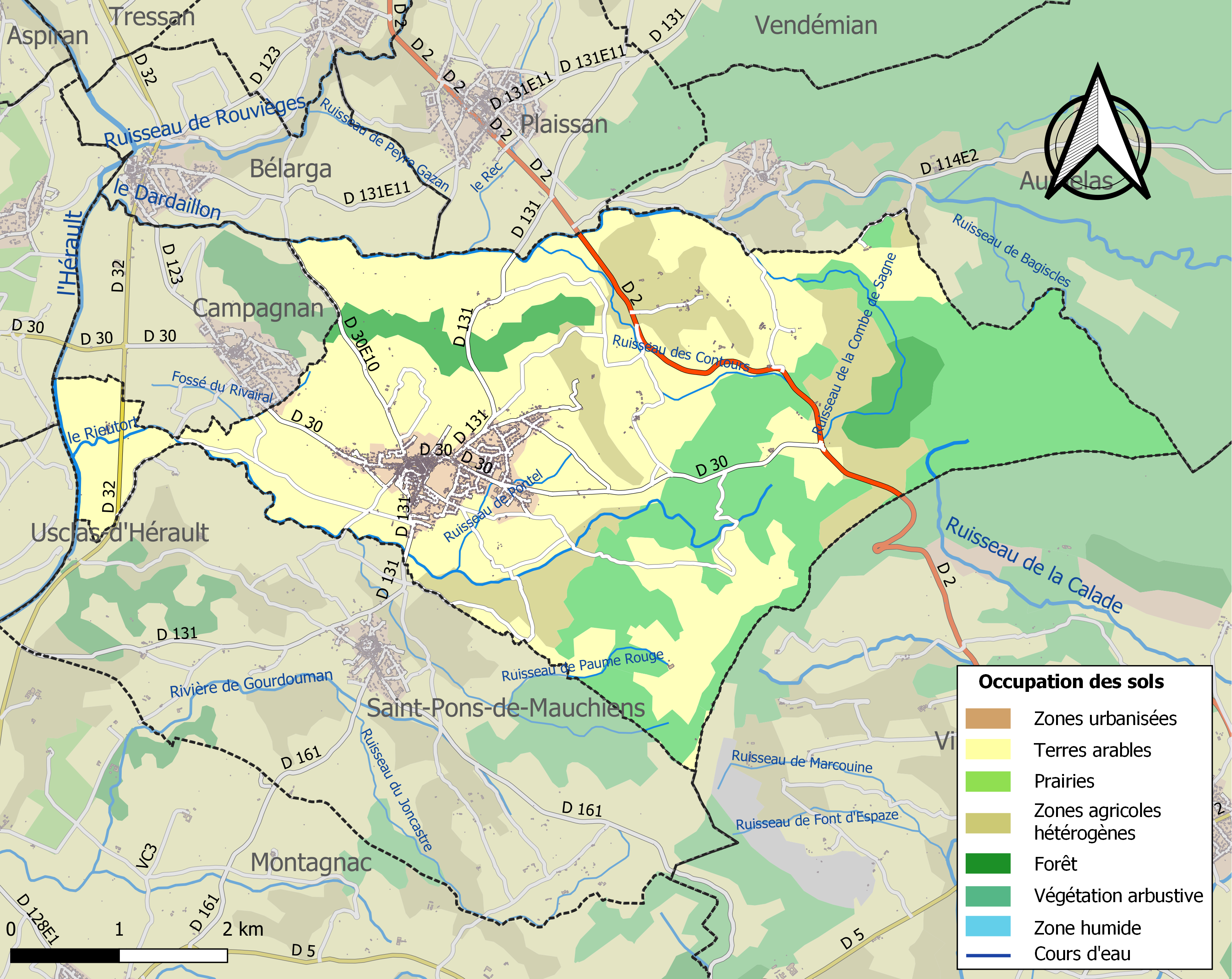
Carte des infrastructures et de l'occupation des sols de la commune en 2018 (CLC).

### Risques majeurs
Le territoire de la commune de Saint-Pargoire est vulnérable à différents aléas naturels : météorologiques (tempête, orage, neige, grand froid, canicule ou sécheresse), inondations, feux de forêts et séisme (sismicité faible). Il est également exposé à deux risques technologiques,  le transport de matières dangereuses et la rupture d'un barrage. Un site publié par le BRGM permet d'évaluer simplement et rapidement les risques d'un bien localisé soit par son adresse soit par le numéro de sa parcelle.

#### Risques naturels
Certaines parties du territoire communal sont susceptibles d’être affectées par le risque d’inondation par débordement de cours d'eau, notamment l'Hérault, le Dardaillon et le ruisseau de la Calade. La commune a été reconnue en état de catastrophe naturelle au titre des dommages causés par les inondations et coulées de boue survenues en 1982, 1984, 1994, 1996, 1997, 1999, 2002, 2003, 2014 et 2019,.
Saint-Pargoire est exposée au risque de feu de forêt. Un plan départemental de protection des forêts contre les incendies (PDPFCI) a été approuvé en juin 2013 et court jusqu'en 2022, où il doit être renouvelé. Les mesures individuelles de prévention contre les incendies sont précisées par deux arrêtés préfectoraux et s’appliquent dans les zones exposées aux incendies de forêt et à moins de 200 mètres de celles-ci. L’arrêté du 25 avril 2002 réglemente l'emploi du feu en interdisant notamment d’apporter du feu, de fumer et de jeter des mégots de cigarette dans les espaces sensibles et sur les voies qui les traversent sous peine de sanctions. L'arrêté du 11 mars 2013 rend le débroussaillement obligatoire, incombant au propriétaire ou ayant droit,.

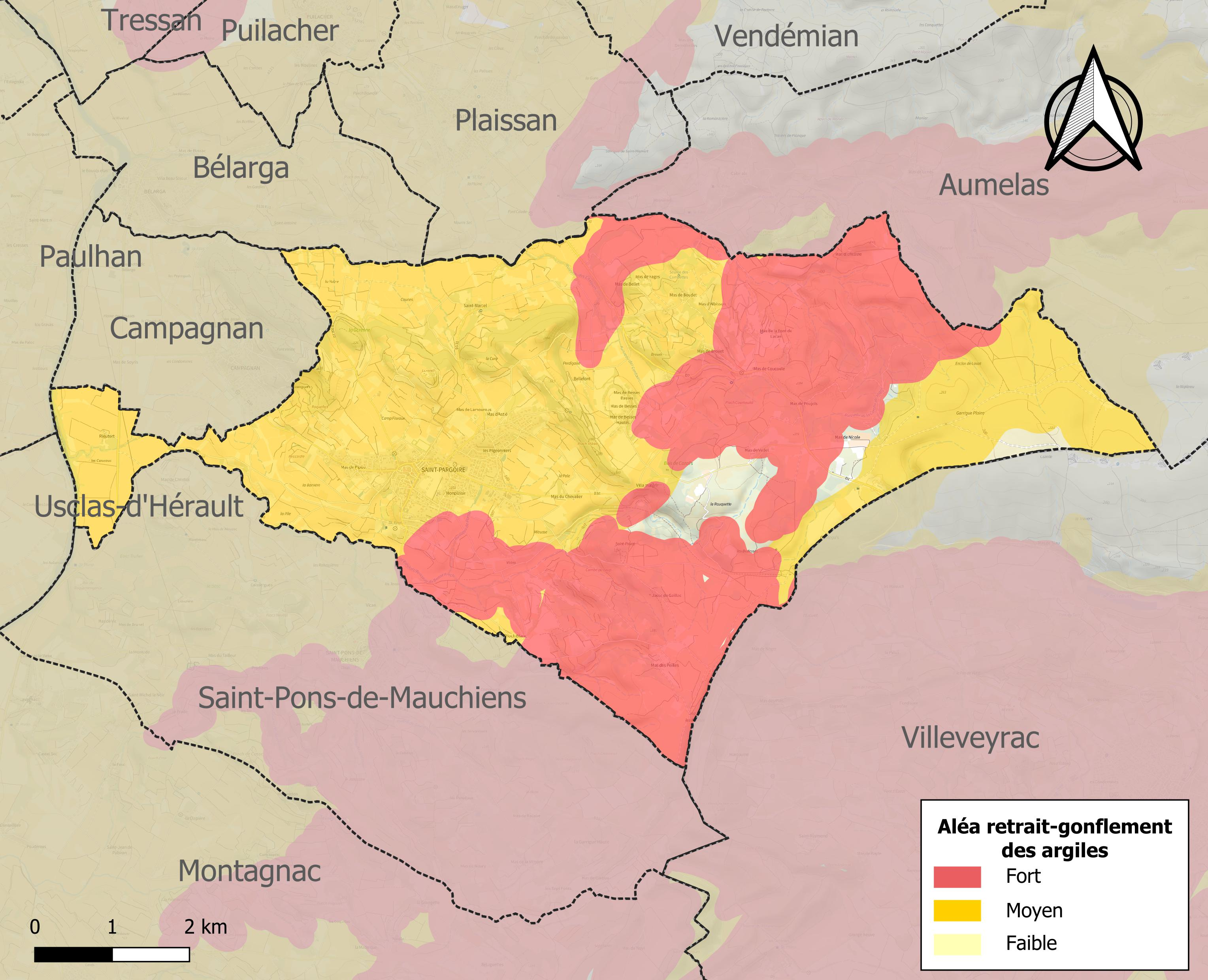
Carte des zones d'aléa retrait-gonflement des sols argileux de Saint-Pargoire.

Le retrait-gonflement des sols argileux est susceptible d'engendrer des dommages importants aux bâtiments en cas d’alternance de périodes de sécheresse et de pluie. 95,9 % de la superficie communale est en aléa moyen ou fort (59,3 % au niveau départemental et 48,5 % au niveau national). Sur les 1 066 bâtiments dénombrés sur la commune en 2019, 1 066 sont en aléa moyen ou fort, soit 100 %, à comparer aux 85 % au niveau départemental et 54 % au niveau national. Une cartographie de l'exposition du territoire national au retrait gonflement des sols argileux est disponible sur le site du BRGM,.
Par ailleurs, afin de mieux appréhender le risque d’affaissement de terrain, l'inventaire national des cavités souterraines permet de localiser celles situées sur la commune.

#### Risques technologiques
Le risque de transport de matières dangereuses sur la commune est lié à sa traversée par des infrastructures routières ou ferroviaires importantes ou la présence d'une canalisation de transport d'hydrocarbures. Un accident se produisant sur de telles infrastructures est susceptible d’avoir des effets graves sur les biens, les personnes ou l'environnement, selon la nature du matériau transporté. Des dispositions d’urbanisme peuvent être préconisées en conséquence.
La commune est en outre située en aval du Barrage du Salagou, un ouvrage de classe A sur le Salagou, mis en service en 1968 et disposant d'une retenue de 102 millions de mètres cubes. À ce titre elle est susceptible d’être touchée par l’onde de submersion consécutive à la rupture de cet ouvrage.

## Histoire
L'origine du nom du village vient de Pargoire, riche seigneur corse qui fut martyrisé avec Parthée, Parthénée et Séverin, ses esclaves, à une époque incertaine. Leurs restes ont été transportés à Noli, près de Savone, dans l’ancien État de Gênes, où la cathédrale leur est dédiée. On représente ordinairement saint Pargoire monté sur un cheval entouré de ses compagnons.
Des fouilles et des recherches réalisées sur la commune indiquent que des populations étaient présentes à Saint-Pargoire 3 000 ans av. J.-C. Plusieurs menhirs et dolmens témoignent de leur présence ; dans le tènement de Peyreficade entre Saint-Marcel et la D 2 il y avait le « menhir de Saint-Pargoire » qui était une pierre dressée de 3 m de haut, qui fut détruit dans les années trente, en 1976 on décomptait dans le département de l’Hérault plus de 130 menhirs.
Les abbés de Saint-Guilhem-le-Désert (Gellone) sont les premiers seigneurs de Saint-Pargoire que l’on connaisse. Ils succédèrent sans doute aux seigneurs guerriers qui avaient été préposés à la garde de la Septimanie ; mais lorsque celle-ci fut entièrement soumise, le pays dénommé Miliacus (d’où le nom des Hauts de Miliac) prit le nom de saint Pargoire, martyr auquel l’imposante église fut dédiée.
Lors de la Révolution française, les citoyens de la commune se réunissent au sein de la société révolutionnaire, baptisée « société des amis de la constitution » à sa création en avril 1792. Puis, après la chute de la monarchie, elle change de nom pour « société populaire des sans-culottes montagnards », et compte 142 membres en brumaire an III. Ce nombre correspond à un des taux d’adhésion les plus élevés du département, en partie explicable par le fait que des membres de la société viennent des communes voisines : Saint-Pons-de-Mauchiens, Cabrials (actuellement à Aumelas), Plaissan, Bélarga, Campagnan, Puilacher. Néanmoins, environ 10 % des habitants de la commune en sont membres, ce qui témoigne de l’engagement de la population locale dans la Révolution.

Au cours de la Révolution française, la commune porte le nom de Pargoire-l'Hérault.
En 1970, fermeture de la gare SNCF de Saint-Pargoire et de la ligne Paulhan - Montpellier.

## Politique et administration

### Tendances politiques et résultats
Les résultats électoraux présentés dans le tableau ci-dessous démontrent une nette surreprésentation de l'extrême-droite au sein de la commune, par rapport au niveau national, au détriment des forces plus centrales.
| Scrutin             | Scrutin             | 1er tour | 1er tour | 1er tour | 1er tour | 1er tour    | 1er tour | 1er tour | 1er tour   | 1er tour | 1er tour | 1er tour | 1er tour | 2d tour | 2d tour | 2d tour | 2d tour | 2d tour | 2d tour |
| Scrutin             | Scrutin             | 1er      | 1er      | %        | 2e       | 2e          | %        | 3e       | 3e         | %        | 4e       | 4e       | %        | 1er     | 1er     | %       | 2e      | 2e      | %       |
| ------------------- | ------------------- | -------- | -------- | -------- | -------- | ----------- | -------- | -------- | ---------- | -------- | -------- | -------- | -------- | ------- | ------- | ------- | ------- | ------- | ------- |
| Présidentielle 2017 | Présidentielle 2017 |          | FN       | 32,53    |          | LFI         | 24,28    |          | EM         | 16,94    |          | LR       | 13,09    |         | FN      | 50,47   |         | EM      | 49,53   |
| Présidentielle 2022 | Présidentielle 2022 |          | RN       | 37,66    |          | LFI         | 18,86    |          | LREM       | 17,13    |          | REC      | 8,53     |         | RN      | 62,74   |         | LREM    | 37,26   |
| Législatives 2022   | 4e                  |          | RN       | 35,79    |          | LFI (NUPES) | 22,02    |          | LREM (ENS) | 16,48    |          | REC      | 6,03     |         | RN      | 63,69   |         | LFI     | 36,31   |
| Législatives 2024   | 4e                  |          | RN       | 57,28    |          | LFI (NFP)   | 23,89    |          | HOR (ENS)  | 16,25    |          | REC      | 1,77     |         | RN      | 66,32   |         | LFI     | 33,68   |

### Liste des maires
| Période      | Période      | Identité                       | Étiquette | Qualité                                             |
| ------------ | ------------ | ------------------------------ | --------- | --------------------------------------------------- |
| 1792         | 1793         | Abraham Tourrette              |           |                                                     |
| 1793         | 1793         | Noël Comte                     |           |                                                     |
| 1793         | 1794         | Joseph Lanabier                |           |                                                     |
| 1794         | 1794         | Barthélémy Faucil              |           |                                                     |
| 1794         | 1795         | Pierre Counougut               |           |                                                     |
| 1795         | 1797         | Louis Montguibert              |           |                                                     |
| 1797         | 1802         | Pierre Counougut               |           |                                                     |
| 1802         | 1808         | Fulcrand Faucilhon             |           |                                                     |
| 1808         | 1816         | Jean-Jacques Antoine Pastourel |           |                                                     |
| 1816         | 1818         | Jacques Azémar                 |           |                                                     |
| 1818         | 1831         | Jean-Jacques Antoine Pastourel |           |                                                     |
| 1831         | 1836         | Jean-Jacques Bertrand          |           |                                                     |
| 1836         | 1839         | Jean-Charles Faucil            |           |                                                     |
| 1839         | 1839         | François Miquin                |           |                                                     |
| 1839         | 1840         | Jean-Jacques Bertrand          |           |                                                     |
| 1840         | 1848         | Jean-Pierre Pharamon           |           |                                                     |
| 1848         | 1852         | Jean-Pierre Bringuier          |           |                                                     |
| 1852         | 1853         | Auguste Fallet                 |           |                                                     |
| 1853         | 1859         | Pierre Pharamon                |           |                                                     |
| 1859         | 1865         | Jean-Pierre Lenabier           |           |                                                     |
| 1865         | 1870         | Camille Bessière               |           |                                                     |
| 1870         | 1871         | Pierre Étienne Bringuier       |           |                                                     |
| 1871         | 1878         | Camille Bessière               |           |                                                     |
| 1878         | 1878         | Amédée Montrouzier             |           |                                                     |
| 1878         | 1883         | Albert Bringuier               |           |                                                     |
| 1883         | 1884         | Aristide Massé                 |           |                                                     |
| 1884         | 1886         | Louis Amadou                   |           |                                                     |
| 1886         | 1892         | Albert Bringuier               |           |                                                     |
| 1892         | 1896         | Charles Débraud                |           |                                                     |
| 1896         | 1900         | Gratien Vignal                 |           |                                                     |
| 1900         | 1904         | Paul Génieyz                   |           |                                                     |
| 1904         | 1908         | René Péret                     |           |                                                     |
| 1908         | 1925         | Émile Larbat                   |           |                                                     |
| 1925         | 1926         | Joseph Silhol                  |           |                                                     |
| 1926         | 1927         | Gaston Chabert                 |           |                                                     |
| 1927         | 1941         | Joseph Silhol                  |           |                                                     |
| 1941         | 1944         | Denis Crébassol                |           |                                                     |
| 1944         | 1953         | Maximin Soulié                 |           |                                                     |
| 1953         | 1954         | Lucien Marnac                  |           |                                                     |
| 1954         | 1995         | Max Paux                       |           |                                                     |
| 1995         | mars 2001    | Gérard Reynard                 |           |                                                     |
| mars 2001    | mars 2008    | Michel Astié                   | PS        |                                                     |
| mars 2008    | juillet 2019 | Agnès Constant                 | SE        | Agricultrice Sénatrice de l'Hérault (2019 → 2020)   |
| juillet 2019 | En cours     | Jean-Luc Darmanin              |           | Viticulteur retraité Réélu pour le mandat 2020-2026 |

## Démographie
Au dernier recensement, la commune comptait 2438 habitants.
| 1793  | 1800  | 1806  | 1821  | 1831  | 1836  | 1841  | 1846  | 1851  |
| ----- | ----- | ----- | ----- | ----- | ----- | ----- | ----- | ----- |
| 1 181 | 1 197 | 1 391 | 1 452 | 1 496 | 1 768 | 1 806 | 1 631 | 1 686 |

| 1856  | 1861  | 1866  | 1872  | 1876  | 1881  | 1886  | 1891  | 1896  |
| ----- | ----- | ----- | ----- | ----- | ----- | ----- | ----- | ----- |
| 1 751 | 1 776 | 1 986 | 2 004 | 1 910 | 1 498 | 1 514 | 1 557 | 1 524 |

| 1901  | 1906  | 1911  | 1921  | 1926  | 1931  | 1936  | 1946  | 1954  |
| ----- | ----- | ----- | ----- | ----- | ----- | ----- | ----- | ----- |
| 1 640 | 1 638 | 1 696 | 1 775 | 1 750 | 1 740 | 1 706 | 1 417 | 1 422 |

| 1962  | 1968  | 1975  | 1982  | 1990  | 1999  | 2006  | 2008  | 2013  |
| ----- | ----- | ----- | ----- | ----- | ----- | ----- | ----- | ----- |
| 1 437 | 1 482 | 1 243 | 1 209 | 1 252 | 1 357 | 1 738 | 1 847 | 2 192 |

| 2018  | 2022  | - | - | - | - | - | - | - |
| ----- | ----- | - | - | - | - | - | - | - |
| 2 294 | 2 438 | - | - | - | - | - | - | - |

## Économie

### Revenus
En 2018, la commune compte 956 ménages fiscaux, regroupant 2 386 personnes. La médiane du revenu disponible par unité de consommation est de 19 430 € (20 330 € dans le département). 38 % des ménages fiscaux sont imposés (45,8 % dans le département).

### Emploi
|                | 2008   | 2013   | 2018 |
| -------------- | ------ | ------ | ---- |
| Commune        | 8,3 %  | 9,5 %  | 10 % |
| Département    | 10,1 % | 11,9 % | 12 % |
| France entière | 8,3 %  | 10 %   | 10 % |

En 2018, la population âgée de 15 à 64 ans s'élève à 1 309 personnes, parmi lesquelles on compte 78,9 % d'actifs (68,9 % ayant un emploi et 10 % de chômeurs) et 21,1 % d'inactifs,. Depuis 2008, le taux de chômage communal (au sens du recensement) des 15-64 ans est inférieur à celui du département, mais supérieur à celui de la France.
La commune fait partie de la couronne de l'aire d'attraction de Montpellier, du fait qu'au moins 15 % des actifs travaillent dans le pôle,. Elle compte 369 emplois en 2018, contre 388 en 2013 et 380 en 2008. Le nombre d'actifs ayant un emploi résidant dans la commune est de 916, soit un indicateur de concentration d'emploi de 40,3 % et un taux d'activité parmi les 15 ans ou plus de 58,1 %.
Sur ces 916 actifs de 15 ans ou plus ayant un emploi, 242 travaillent dans la commune, soit 26 % des habitants. Pour se rendre au travail, 88,3 % des habitants utilisent un véhicule personnel ou de fonction à quatre roues, 1,6 % les transports en commun, 6,4 % s'y rendent en deux-roues, à vélo ou à pied et 3,7 % n'ont pas besoin de transport (travail au domicile).

### Activités hors agriculture

#### Secteurs d'activités
209 établissements sont implantés  à Saint-Pargoire au 31 décembre 2019. Le tableau ci-dessous en détaille le nombre par secteur d'activité et compare les ratios avec ceux du département,.
| Secteur d'activité                                                                                        | Commune | Commune | Département |
| Secteur d'activité                                                                                        | Nombre  | %       | %           |
| --- | ------- | ------- | ----------- |
| Ensemble                                                                                                  | 209     | 100 %   | (100 %)     |
| Industrie manufacturière, industries extractives et autres                                                | 19      | 9,1 %   | (6,7 %)     |
| Construction                                                                                              | 52      | 24,9 %  | (14,1 %)    |
| Commerce de gros et de détail, transports, hébergement et restauration                                    | 59      | 28,2 %  | (28 %)      |
| Information et communication                                                                              | 2       | 1 %     | (3,3 %)     |
| Activités financières et d'assurance                                                                      | 4       | 1,9 %   | (3,2 %)     |
| Activités immobilières                                                                                    | 11      | 5,3 %   | (5,3 %)     |
| Activités spécialisées, scientifiques et techniques et activités de services administratifs et de soutien | 26      | 12,4 %  | (17,1 %)    |
| Administration publique, enseignement, santé humaine et action sociale                                    | 18      | 8,6 %   | (14,2 %)    |
| Autres activités de services                                                                              | 18      | 8,6 %   | (8,1 %)     |

Le secteur du commerce de gros et de détail, des transports, de l'hébergement et de la restauration est prépondérant sur la commune puisqu'il représente 28,2 % du nombre total d'établissements de la commune (59 sur les 209 entreprises implantées  à Saint-Pargoire), contre 28 % au niveau départemental.

#### Entreprises et commerces
Les cinq entreprises ayant leur siège social sur le territoire communal qui génèrent le plus de chiffre d'affaires en 2020 sont : 
- Les Chais De Blanville, commerce de gros (commerce interentreprises) de boissons (927 k€)
- Angelyk, vente à distance sur catalogue spécialisé (621 k€)
- SAS VDS, vinification (506 k€)
- 2A Maconnerie, travaux de maçonnerie générale et gros œuvre de bâtiment (331 k€)
- D.b-Clim, travaux d'installation d'eau et de gaz en tous locaux (234 k€)

La viticulture est la trame du tissu économique du village (comme de toute la région). Avec ses 950 ha plantés en vigne, la commune vit autour de la viticulture; de nombreuses sources de revenus découlent de la vigne (mécanique agricole, entreprises de travaux agricoles, caves, ouvriers, exploitants, etc.) et se répercutent sur l’activité économique de Saint-Pargoire. Saint-Pargoire fait partie du pays Cœur d'Hérault.
Cependant, l'activité principale de Saint-Pargoire est liée au secteur tertiaire : commerces et de services (boucherie, boulangeries/pâtisseries, épiceries, quincaillerie/droguerie, fleuriste, salons de coiffure, kinésithérapeutes, médecins, notaire, dentiste, infirmières, menuisiers, plombiers, maçons, électriciens, garagistes, taxis, cabinet d’architecture, bureau d'études des fluides spécialisé dans le traitement naturel et les économies d'eau, bar, restaurants, ferme auberge, tabac/presse, pharmacie, un point vert Crédit agricole, agence Groupama, un bureau de poste ainsi qu’une annexe de l’école de musique de Gignac, une caserne de pompiers, une maison de retraite).
La commune dispose de deux lieux de culte : l’église et le temple (avenue de la Gare).

### Agriculture
La commune est dans la « Plaine viticole », une petite région agricole occupant la bande côtière du département de l'Hérault. En 2020, l'orientation technico-économique de l'agriculture  sur la commune est la viticulture.
|               | 1988  | 2000  | 2010 | 2020 |
| ------------- | ----- | ----- | ---- | ---- |
| Exploitations | 234   | 141   | 102  | 94   |
| SAU (ha)      | 1 258 | 1 086 | 927  | 866  |

Le nombre d'exploitations agricoles en activité et ayant leur siège dans la commune est passé de 234 lors du recensement agricole de 1988  à 141 en 2000 puis à 102 en 2010 et enfin à 94 en 2020, soit une baisse de 60 % en 32 ans. Le même mouvement est observé à l'échelle du département qui a perdu pendant cette période 67 % de ses exploitations,. La surface agricole utilisée sur la commune a également diminué, passant de 1258 ha en 1988 à 866 ha en 2020. Parallèlement la surface agricole utilisée moyenne par exploitation a augmenté, passant de 5 à 9 ha.

## Vie locale

### Enseignement
La commune de Saint-Pargoire dispose de trois établissements scolaires : un établissement privé, l'école Sainte-Jeanne d'Arc, une école maternelle publique, l'école Jean-Jaurès, située dans l'ancienne école des filles, et une école primaire, l'école Jules-Ferry construite en 1882, ancienne école de garçons.

### Santé
Des services de santé sont présents dans la commune. On y trouve une pharmacie, trois médecins, un kinésithérapeute, des infirmières et un dentiste.

### Vie associative
De nombreuses associations animent Saint-Pargoire : des associations sportives (judo, pétanque, football, chasse, boxe…), de solidarité, de secourisme, des associations festives (groupe folklorique, groupes musicaux, comité des fêtes…), des associations liées à la vie scolaire ("les Pitchouns", l’APEL…), des associations du 3e âge, des Anciens combattants, des associations culturelles. Le "Réveil Saint-Pargorien" est l'harmonie du village et compte une trentaine de musiciens amateurs.
Les associations ont un rôle important dans la vie de Saint-Pargoire, elles constituent un lien entre les différents groupes de la société, liens d’amitié, liens de solidarité ; elles participent activement à la vie du village offrant à chacun la possibilité de rencontrer ou de découvrir ses habitants.
Fête locale le premier week-end d'août.
Marché hebdomadaire, tous les mardis matin.

## Culture locale et patrimoine

### Lieux et monuments

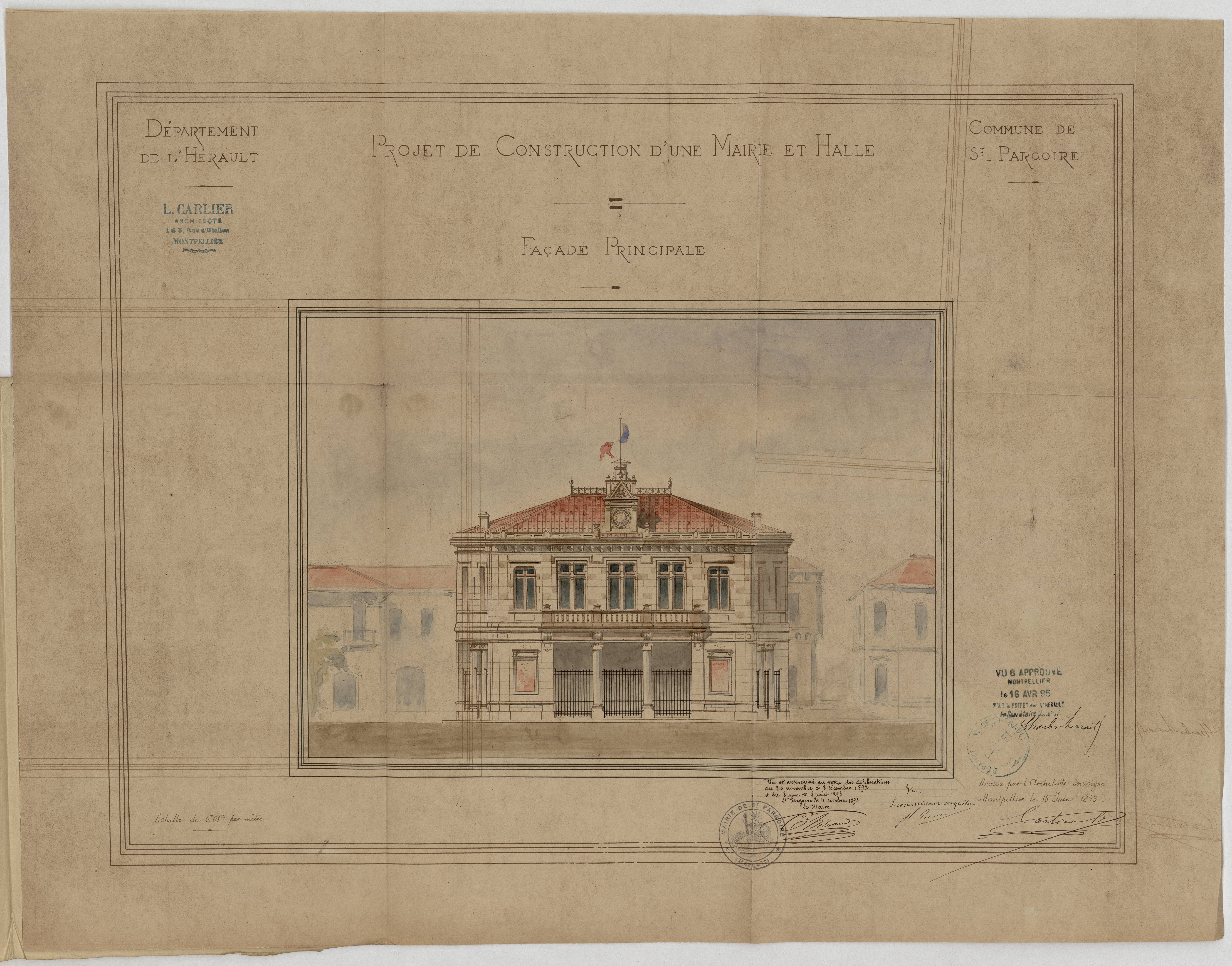
Plan du projet de construction de la mairie et halle, 1893.

- Église Saint-Pargoire gothique remarquable par sa grandeur date du Moyen Âge (XIVe siècle). L'édifice a été classé au titre des monuments historiques en 1862[44].
- Cave coopérative vinicole réputée pour de très bons crus.
- Mairie datant de 1895, rénovée en 2004 (inscrite à l'inventaire général[45]).
- Croix de mission datant du début du XIXe siècle.
- La pinède (appelée localement « la plantation ») située dans un bas-fond le long de la route de Sète (D 2) mérite un détour : plantée en 1931 par les habitants du village, elle comporte une centaine de variétés de pins et de cyprès sur 40 ha.
- Temple protestant situé au carrefour de l'avenue de la Gare et de la rue du Temple.

### Héraldique
| Blason de Saint-Pargoire | Blason  | De vair au sautoir losangé d'argent et de sinople. |
| Blason de Saint-Pargoire | Détails |                                                    |

### Personnalités liées à la commune
- Henri Bellugou, écrivain, historien, auteur de La révolution dans le canton de Saint-Pargoire 1789-1800, Contes et légendes occitanes.
- Amans Gaussel (1871-1937), professeur à la Faculté de médecine de Montpellier.
- André Gazagnes, chercheur, historien, auteur de Saint-Pargoire, 2000 ans d'histoire d'une commune languedocienne. Prix de l'Académie française, prix d'histoire 1997.
- Victor Gouton (1922-2004), ancien député de Lozère.
- Gabriel Lardat (1900-1994), peintre figuratif, Bénézit - 2006.
- Franz Jehan Leenhardt (1902-1990), théologien protestant et professeur à l'université de Genève.

### Fonds d'archives
- Fonds : Archives communales de Saint-Pargoire (1555-1852) [2,40 ml].  Cote : 281 EDT. Montpellier : Archives départementales de l'Hérault (présentation en ligne).